# Якимівське (селище)
Яки́мівське — селище в Україні, у Якимівській селищній громаді Мелітопольського району Запорізької області. Населення становить 284 осіб. До 2017 орган місцевого самоврядування - Переможненська сільська рада.

## Географія
Селище Якимівське знаходиться за 2,5 км від лівого берега каналу Р-9, на відстані 6 км від села Дванадцяте.

## Історія
1832 - дата заснування.
7 (20) листопада 1917 року, відповідно до Третього Універсалу Української Центральної Ради, увійшло до складу Української Народної Республіки.
12 червня 2020 року, відповідно до розпорядження Кабінету Міністрів України № 713-р «Про визначення адміністративних центрів та затвердження територій територіальних громад Запорізької області», увійшло до складу Якимівської селищної громади.
19 липня 2020 року, в результаті адміністративно-територіальної реформи та ліквідації Якимівського району, село увійшло до складу Мелітопольського району.
Селище тимчасово окуповане російськими військами 24 лютого 2022 року.